# Strafvollzugsmuseum Ludwigsburg
Das Strafvollzugsmuseum Ludwigsburg ist das erste Museum im deutschsprachigen Raum, das sich ganz dem Thema Strafvollzug widmet. Es ist im ehemaligen Festungsbau der 1990 geschlossenen Vollzugsanstalt Ludwigsburg angesiedelt und beherbergt rund 5000 Objekte. Die Ausstellung umfasst einen Zeitraum von mehr als 300 Jahren und reicht vom Strafvollzug im 18. Jahrhundert bis in die Gegenwart. Als Einrichtung, die von einer hauptamtlichen Museumsleitung und mehreren Ehrenamtlichen bespielt wird, kann das Strafvollzugsmuseum bis zu 6000 Besucher pro Jahr verzeichnen. Der Träger des Museums ist der gleichnamige Förderverein. Die Kultureinrichtung finanziert sich zu einem Großteil über Spenden. Das Museum ist Mitglied im Museumsverband des Landes Baden-Württemberg.

## Name, Gründungsgedanke und Leitbild
Die Schließung der Vollzugsanstalt in Ludwigsburg, sowie der Umzug in die Folgeanstalt nach Heimsheim warf die Frage auf, wie mit der in der Vollzugsanstalt in Ludwigsburg verorteten Lehrmittelsammlung umzugehen sei. Neben dieser Sammlung sollte die Geschichte der Anstalt und einzigartige sowie historisch und gesellschaftlich relevante Objekte aus dem Strafvollzug erhalten und einer breiteren Öffentlichkeit zugänglich gemacht werden. Aus dieser Motivation heraus entstand der Gedanke zur Gründung eines Museums. Zu diesem Zweck organisierte sich ein Förderverein. Dessen Mitglieder stammen zum Großteil aus der Justiz oder dem direkten Umfeld der ehemaligen Vollzugsanstalt. Besagter Trägerverein definiert sich in der im Februar des Jahres 1988 niedergeschriebenen Satzung als „Förderverein Strafvollzugsmuseum Ludwigsburg e.V.“.

## Das Museum
Das Museum wurde am 22. September 1988 mit der Ausstellung im Erdgeschoss zum historischen Strafvollzug eröffnet. Vier Jahre später konnte die Ausstellung in die Räumlichkeiten des Obergeschosses ausgeweitet werden.

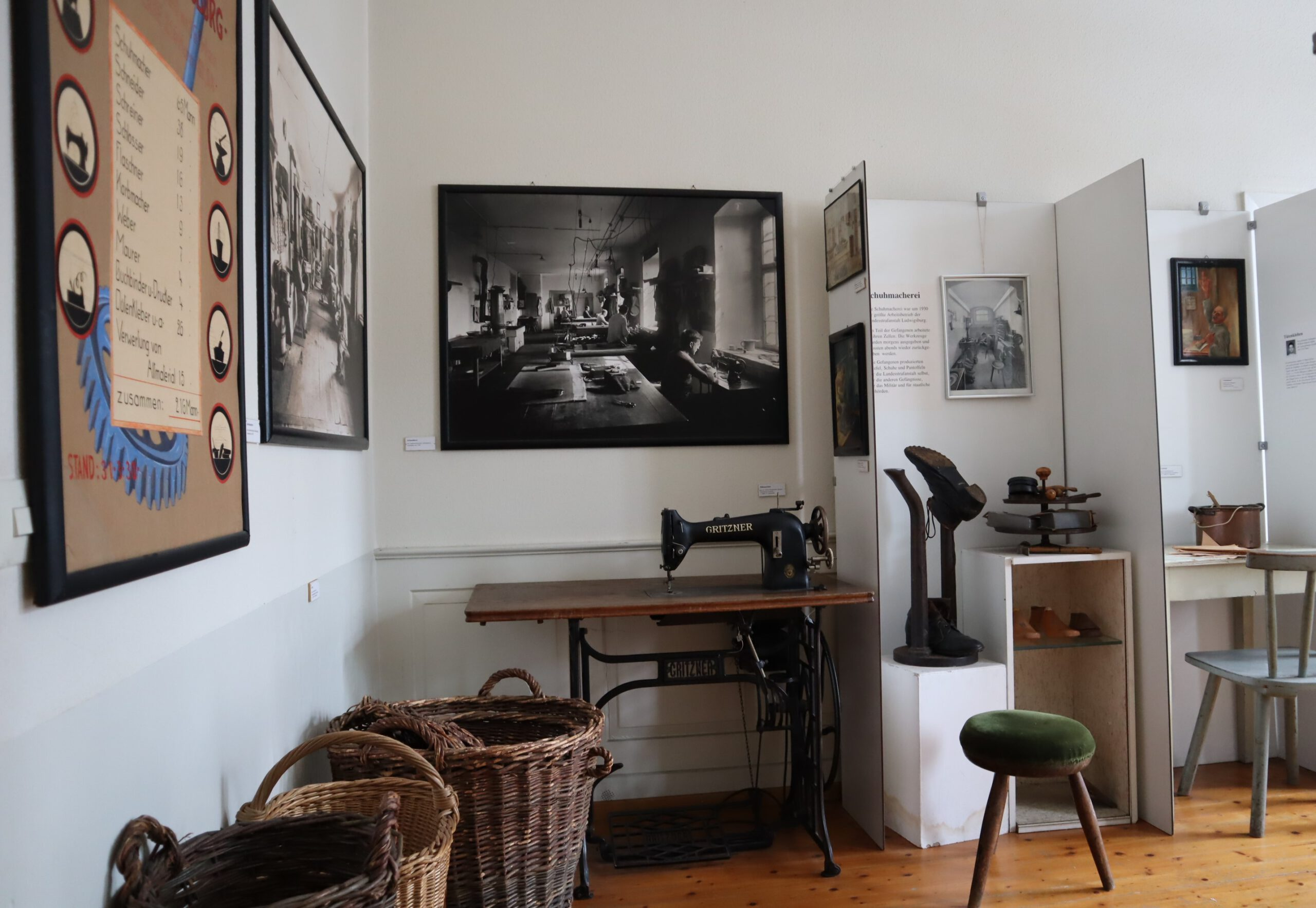
Ausstellungsraum zum Thema „Arbeit im Knast“ im Abschnitt der Lehrmittelsammlung des Strafvollzugsmuseums

### Ausstellung
Der Rundgang im Erdgeschoss des Museums ist auf zwei Themenschwerpunkte ausgerichtet. Zum Gegenstand des historischen Strafvollzugs können sich die Besucher zu öffentlichen Strafen, Körper- und Ehrenstrafen, der Geschichte der Todesstrafe und dem Zuchthaus als schwerste Form der Freiheitsstrafe informieren. Der zweite Teil des Erdgeschosses ist der historischen Lehrmittelsammlung gewidmet. Diese dokumentiert den Haftalltag um 1930 und wird durch eine historische Zelle aus dem ehemaligen Schlafzellenbau der Vollzugsanstalt Ludwigsburg ergänzt. Das Obergeschoss befasst sich schwerpunktmäßig mit der Haft der RAF und dem modernen Strafvollzug.
Darüber hinaus entsteht im Obergeschoss des Hauses aktuell ein außerschulischer Lernort, inklusive einem multifunktionalen Medien- und Präsentationsraum, einem begehbaren Gefängnisflur mit drei Spezialstahltüren aus dem Gerichtsgebäude (MZG) der Stammheimer Prozesse und einer ebenfalls begehbaren Zelle mit aktueller Ausstattung. Darüber hinaus wird ein flexibel bespielbarer Ausstellungsraum geschaffen.
Diese Neukonzeption wird ein Programm ermöglichen, welches u. a. Fachvorträge, Lesungen, Workshops und Kooperationen mit Akteuren aus dem Bereich der Kriminalprävention umfasst. Somit öffnet sich das Strafvollzugsmuseum neben der retrospektiven Museumsarbeit hin zur aktiven Demokratievermittlung. Insbesondere Schulklassen sollen die Räumlichkeiten des Museums für Workshops und ganze Unterrichtseinheiten in den Fächern Deutsch, Ethik, Geschichte oder Gemeinschaftskunde nutzen können, wobei überdies auch Projekttage zu Themen wie Zivilcourage, Meinungsfreiheit oder Recht und Gerechtigkeit ermöglicht werden.
Neben der klassischen Museumsführung sind nach Absprache auch Themenführungen zu einem Schwerpunkt buchbar. Außerdem werden in regelmäßigen Abständen Sonderführungen auf der Website des Museums angeboten.

### Sammlungen
Die unterschiedlichen Sammlungen an Exponaten bilden die Basis für das breite Vermittlungsangebot des Strafvollzugsmuseums und setzen sich aus drei Hauptsammlungen, den Rechtsaltertümern, der Lehrmittelsammlung und dem Modernen Strafvollzug zusammen.

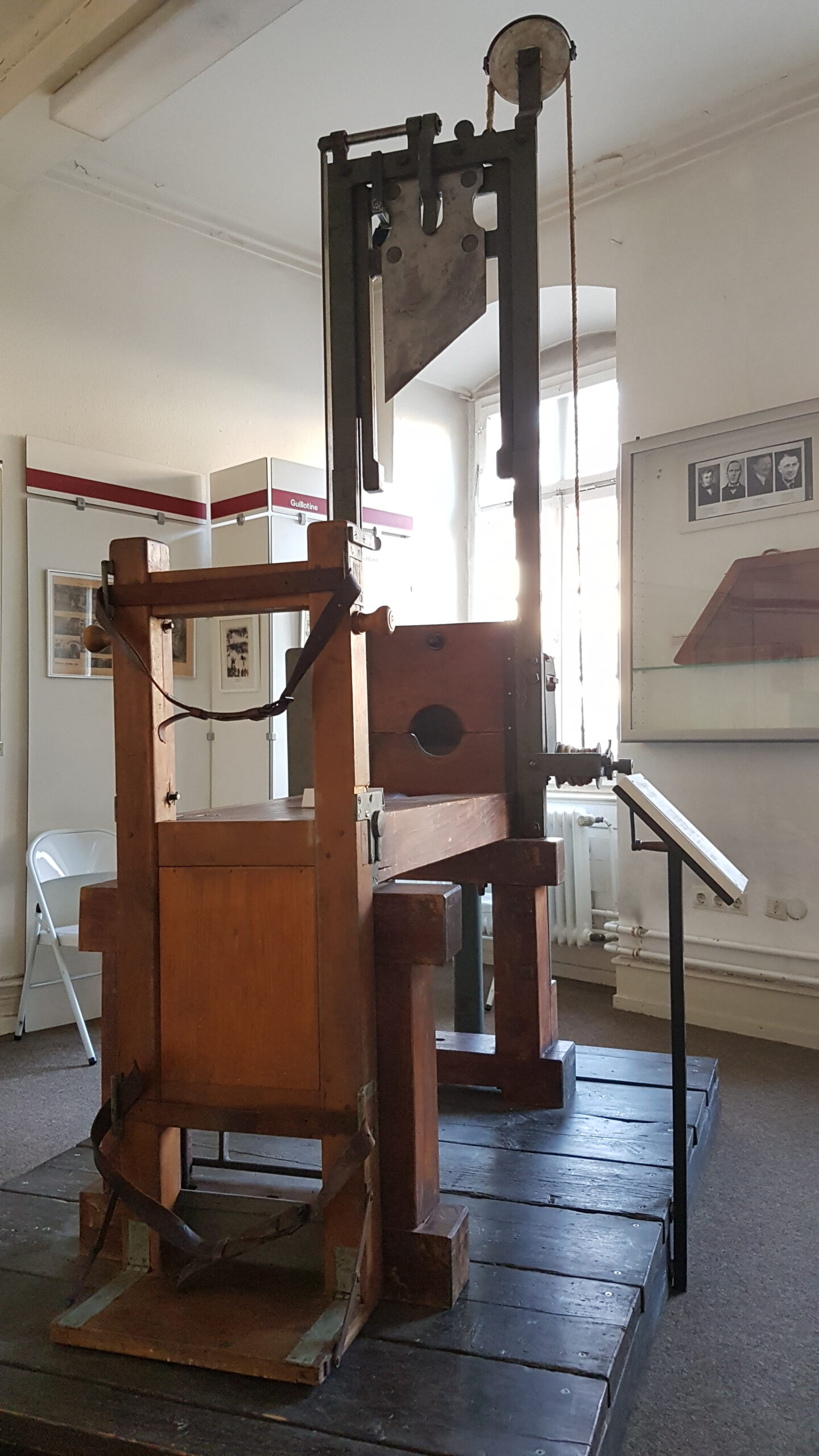
Rastatter Guillotine im Ausstellungsraum des Museums zum Thema „Todesstrafen“

#### Rechtsaltertümer
Die Sammlung an Rechtsaltertümern beschreibt das Konvolut an Objekten aus der Rechtsgeschichte und deckt einen Zeitraum von ca. 300 Jahren, aus der Zeit der barocken Zuchthäuser bis zum Erlass des Strafvollzugsgesetz 1977 ab. Ausgenommen sind Exponate, die aus der 1930 angelegten Lehrmittelsammlung Ludwigsburg stammen, da dieses Konvolut eine eigene Sammlung darstellt. Zu den Rechtsaltertümern zählen Objekte aus dem historischen Strafvollzug, wie Hand- und Fußeisen, Leibfesseln und Hinrichtungswerkzeuge, darunter zwei Guillotinen: die Rastatter Guillotine und ein Tegel-Fallbeil.

#### Lehrmittelsammlung
Bei dieser Sammlung handelt es sich um ein Arsenal an Objekten aus dem Strafvollzug, welches ursprünglich 1930 in der damaligen Landesstrafanstalt Ludwigsburg angelegt und bis in die 1960er Jahre hinein zur Schulung des Aufsichtspersonals der württembergischen Gefängnisse genutzt wurde. Bei den Exponaten handelt es sich beispielsweise um Material zu kriminal- und erbbiologischen Studien, zu Ausbruchs- und Fluchtversuchen (z. B. von Gefangenen gefertigte Ausbruchswerkzeuge sowie Waffen), zu Arbeiten der Freizeitgestaltung von Gefangenen, zur Entwicklung der Freiheitsstrafe und des Strafvollzugswesens insbesondere in Bezug auf Baden-Württemberg. Nach 1955 wurde die Lehrmittelsammlung im Landesgefängnis Ludwigsburg provisorisch untergebracht und bis in die 1960er Jahre hinein durch weitere Exponate aus dem Strafvollzug ergänzt. Mit dem Beschluss, die Vollzugsanstalt Ludwigsburg aufzugeben zugunsten eines Neubaus in Heimsheim, drohte der Verlust der historischen Lehrmittelsammlung. 1985 gründete sich daher der Förderverein Strafvollzugsmuseum Ludwigsburg e. V., um sich dem Erhalt dieser Sammlung an Rechtsaltertümern zu widmen und diese in einem Museum auszustellen und öffentlich zu zeigen. Noch heute ist die Lehrmittelsammlung als Kernsammlung des Museums anzusehen.

#### Moderner Strafvollzug
Das Strafvollzugsmuseum Ludwigsburg pflegt ein Netzwerk in die Justizvollzugsanstalten des Landes. Die Sammlung zum modernen Strafvollzug umfasst Objekte aus dem Haftalltag der 1970er bis heute. Die Exponate spiegeln dabei die Entwicklung des Strafvollzugs von Verwahrungsvollzug hin zum Behandlungsvollzug wieder. Die Sammlung beinhaltet verbotene Gegenstände, die bei Haftzellenkontrollen von Vollzugsbeamten konfisziert wurden, ebenso wie Bastelarbeiten aus der Freizeitgestaltung, Produkte aus den Werkbetrieben, tagesaktuelle Speisepläne und vieles weitere.

## Geschichte des Museums

### Hausgeschichte

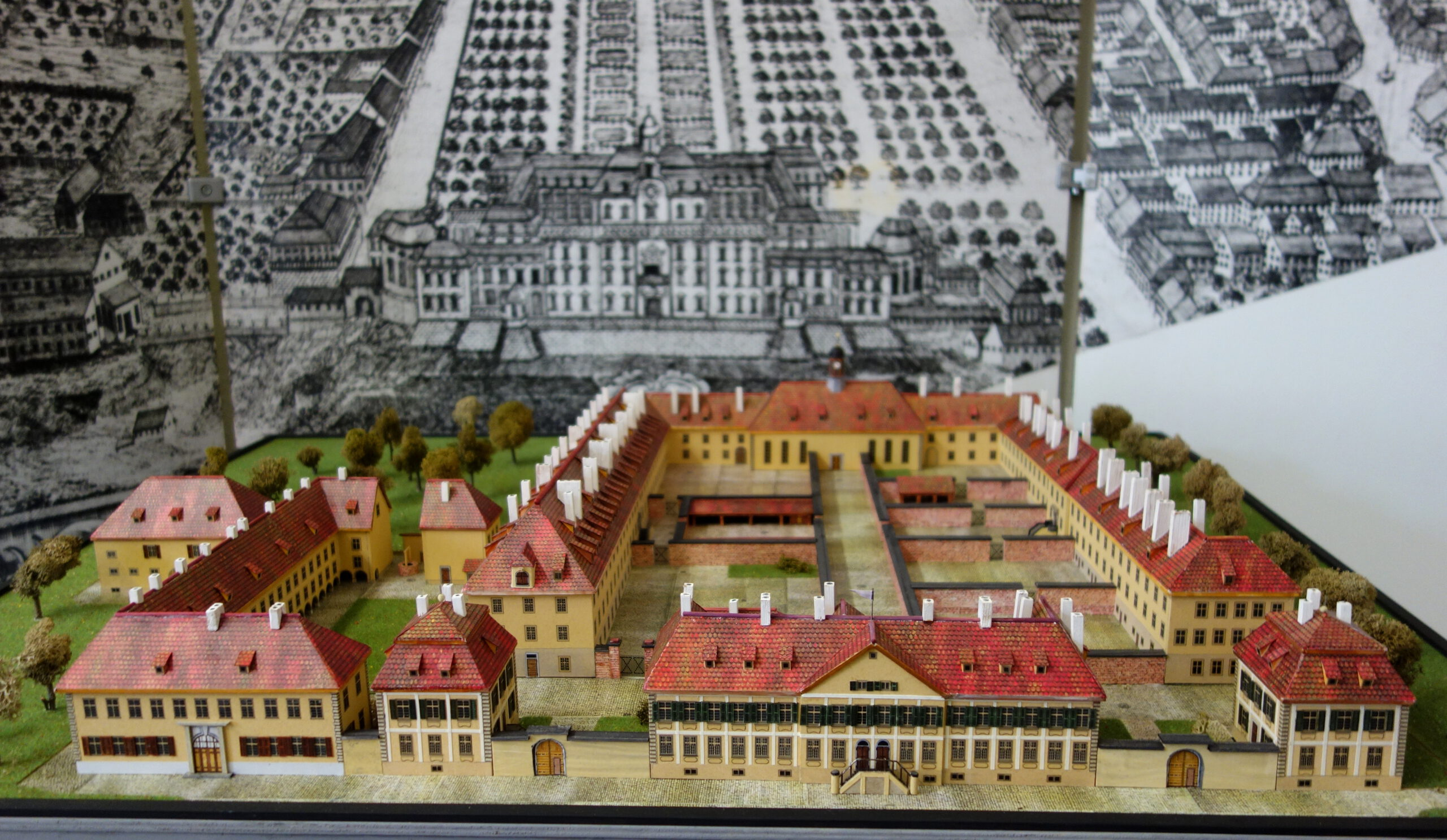
Modell des Ludwigsburger Zuchthauses im späten 18. Jahrhundert

Im Jahr 1748 als Teil des 1736 gegründeten Zucht- und Arbeitshauses in Ludwigsburg erbaut, beherbergte das Gebäude der Schorndorfer Str. 38 zuerst ein Tollhaus. Dort waren Menschen mit psychischen Störungen, sogenannte „Geisteskranke“ untergebracht, wodurch das Haus als früher Vorläufer heutiger forensischer Psychiatrien fungierte. In den Folgejahren stellte sich das Tollhaus als zu klein heraus, weshalb die Einrichtung 1780 in den Neubau umzog, der sich ebenfalls auf dem Gelände des Zucht- und Arbeitshauses befand. Ab diesem Zeitpunkt wurde das Gebäude als Wohnhaus genutzt. Das Erdgeschoss bewohnten zwei Fabrikmeister, während in dem Obergeschoss der Waisenhausschulmeister residierte. Das Waisenhaus war als Teil des Zucht- und Arbeitshauses angelegt. Von 1829 bis 1838 waren im Haus bis zu zehn Gefangene untergebracht. Diese wurden aus der Zivilfestungs-Strafanstalt Hohenasperg in das Zucht- und Arbeitshaus nach Ludwigsburg versetzt. Dies geschah nur dann, wenn sie nicht in der Lage waren, für die in der Strafanstalt für jeden Gefangenen anfallenden Kosten für Unterkunft, Heizung, Verpflegung oder Kleidung selbst aufzukommen. Obwohl die Abteilung bereits 1838 wieder aufgelöst wurde, blieb für das Gebäude der Schorndorfer Str. 38 die Bezeichnung „Festungsbau“ bestehen. Im darauffolgenden Jahr 1839 wurden die freigewordenen Räume von der ersten „Anstalt für jugendliche Verbrecher“ von Württemberg bezogen. Sie bestand aus insgesamt fünf Räumen. Im Jahr 1846 wurden alle jugendlichen Gefangenen in die besondere Strafanstalt für jugendliche Gefangene zu Hall übergesiedelt. Seitdem wurden die Räume des Hauses ausschließlich als Dienstwohnungen genutzt, so zum Beispiel Anfang des 20. Jahrhunderts als Pfarrhaus des katholischen Anstaltsgeistlichen. 
„Mit Kriegsbeginn 1939 wird das Zuchthaus Ludwigsburg zur zentralen Strafanstalt für politische Häftlinge aus dem süddeutschen Raum erklärt;…“ Die Häftlinge wurden für die Rüstungsindustrie eingesetzt und 1945 wurde geplant im Zuchthaus Hinrichtungen durchzuführen, was aber nicht mehr realisiert wurde.
Bis in die 1970er Jahre befand sich die psychologische Praxis von Robert Beck im Haus. Dieser leitete u. a. die „Württembergisch-Badische Strafvollzugsschule“ in Ludwigsburg und war maßgeblich am Aufbau der Lehrmittelsammlung beteiligt, welche den Grundstock für das heutige Museum darstellt. In den 1960er Jahren stand der Abriss des Gebäudes im Raum, was jedoch nicht zustande kam. Stattdessen zog 1988 das Strafvollzugsmuseum in den Festungsbau, da er sich nicht mehr für Wohnzwecke eignete.

### Das Museum 1988 bis heute
In den 1980er Jahren wurde der Umzug der Vollzugsanstalt Ludwigsburg in die Folgeanstalt nach Heimsheim entschieden. Daraufhin schlossen sich 1986 einige Beamte, darunter auch der damalige Anstaltsleiter, Regierungsdirektor Maximilian Schumacher, sowie interessierte Bürger aus Ludwigsburg zu einem Verein zusammen und nahmen sich zum Ziel, ein Strafvollzugsmuseum zu gründen. Der erste Vereinsvorsitzende des gleichnamigen Fördervereins Curt Becker lud zur Eröffnung im Mehrzweckraum der damals noch bestehenden Vollzugsanstalt Ludwigsburg. Als Redner traten Staatssekretär Eugen Volz aus dem Justizministerium, sowie Hans Jochen Henke, seines Zeichens Oberbürgermeister der Stadt Ludwigsburg von 1984 bis 1995 und Archivdirektor Paul Sauer auf, welcher seinen Vortrag „Der Strafvollzug im Königreich Baden-Württemberg 1806-1871“ hielt. Wichtigstes Alleinstellungsmerkmal des Strafvollzugsmuseums ist die Mitwirkung der Gefangenen am Aufbau. Vor allem in der ersten Zeit seines Bestehens war Arbeitskraft für das Museum unerlässlich. Da bis 1990 die Vollzugsanstalt noch in den Nachbargebäuden angesiedelt war, konnten sowohl die Arbeitsbetriebe, wie die anstaltseigene Schreinerei für den Bau der Vitrinen und Ausstellungsmöbel beschäftigt, als auch Gefangene zum Arbeitseinsatz aus der Anstalt ins Museum geholt werden. Zu erleben, welche Resultate die eigene Leistung hervorbringt, war bei dem ein oder anderen Gefangenen wichtiger Bestandteil des Resozialisierungsprozesses. Nachdem ein Großteil des Gebäudekomplexes der ehemaligen Vollzugsanstalt abgerissen werden sollte, wollte man den Festungsbau nicht nur als Quartier für das entstehende Museum, sondern auch als wichtigstes Exponat erhalten. Am 12. September 1991 erwarb eine Industriebaufirma den nördlichen Teil des Anstaltsgeländes inklusive Museumsgebäude. Das Gebäude wurde dem Strafvollzugsmuseum für die nächsten 25 Jahre über Nießbrauch zur Verfügung gestellt. In der Neujahrsnacht 1993 brach ein Feuer im Haus aus, das gerade noch rechtzeitig eingedämmt werden konnte. Direkt an das Museumsgebäude schließt sich mittlerweile das Gelände des Seniorenstift an. Während an den umliegenden ehemaligen Gebäuden der Anstalt mit den Jahren große Umbaumaßnahmen vorgenommen wurden, verbleibt das Strafvollzugsmuseum als einziges, inzwischen denkmalgeschütztes Gebäude im Originalzustand. Neben der von der Anstalt übernommenen Lehrmittelsammlung und einigen wichtigen Rechtsaltertümern, hat sich der Sammlungsschwerpunkt des modernen Strafvollzugs in der Ausstellung des Museums etabliert. Dadurch wird der Objektbestand jährlich um mehrere Exponate aus dem aktuellen Strafvollzug ergänzt und wächst stetig weiter.

## Trägerverein
Der gemeinnützige Förderverein Strafvollzugsmuseum Ludwigsburg e. V. mit Sitz in Ludwigsburg fungiert als Träger des gleichnamigen Museums und übernimmt als solcher nicht nur die Förderung der Einrichtung, sondern auch dessen Führung. Im Jahr 1985 als Initiative gegründet, ließ er sich 1986 ins Vereinsregister eintragen. Der Verein setzt sich aus dem Vorstand, bestehend aus dem Vorsitzenden, seinem Stellvertreter und dem Schriftführer, sowie der Mitgliederversammlung zusammen. Die ersten Mitglieder rekrutierten sich aus dem Personal der ehemaligen Vollzugsanstalt Ludwigsburg und weiteren Personen der Justiz. In den Anfangsjahren steckten sie an die 4000 Arbeitsstunden in die Verwirklung des Strafvollzugsmuseums. Mittlerweile hat sich der Verein auch für justizferne Bürgerinnen und Bürger geöffnet.